# Champ C
En cosmologie, le champ C est une quantité qui intervient dans la description du modèle cosmologique de la théorie de l'état stationnaire. Il est responsable du phénomène de création continue de matière voulue par ce modèle.
Le champ C ne possède pas de motivation du point de vue de la physique des particules, et sa raison d'être est directement liée à l'hypothèse, aujourd'hui réfutée par les observations, que l'univers est immuable, la dilution de la matière résultant de l'expansion de l'Univers étant contrebalancée par le phénomène de création continue de matière que le champ C a pour fonction de décrire.

## Description du champ C
Le champ C représente un terme supplémentaire aux équations d'Einstein décrivant l'expansion de l'univers (les équations de Friedmann). Celles-ci relient la géométrie de l'espace, qui en relativité générale est représentée par ce que l'on appelle le tenseur d'Einstein, à son contenu matériel, que l'on appelle le tenseur énergie-impulsion. Habituellement, les équations d'Einstein s'écrivent :
{\displaystyle G_{\mu \nu }={\frac {8\pi G}{c^{4}}}T_{\mu \nu }},
{\displaystyle G_{\mu \nu }} étant le tenseur d'Einstein et {\displaystyle T_{\mu \nu }} le tenseur d'énergie impulsion. Habituellement, le tenseur d'Einstein fait intervenir le taux d'expansion de l'univers, qui décroît avec le temps car l'expansion fait décroître la densité d'énergie, qui apparaît dans le tenseur énergie-impulsion. La théorie de l'état stationnaire stipule que la densité ne décroît pas, ce qui nécessite l'adjonction d'un terme supplémentaire dans les équations d'Einstein, qui s'écrivent alors :
{\displaystyle G_{\mu \nu }={\frac {8\pi G}{c^{4}}}T_{\mu \nu }+C_{\mu \nu }},
le nouveau terme {\displaystyle C_{\mu \nu }} représentant le phénomène de création de matière. Il n'existe pas de méthode univoque pour déterminer la forme exacte de ce nouveau terme. La théorie de l'état stationnaire suppose que ce terme de création de matière ne fait intervenir qu'une seule quantité, le fameux champ C, qui est relié au terme de création de matière {\displaystyle C_{\mu \nu }} par la formule :
{\displaystyle C_{\mu \nu }=D_{\mu }D_{\nu }C},
le symbole D représentant la dérivée covariante utilisée en relativité générale.

## Valeur du champ C dans le cadre de la théorie de l'état stationnaire
Le principe cosmologique sur lequel est basé la cosmologie décrivant un univers homogène et isotrope implique que le champ C ne peut prendre une valeur dépendant de la position dans l'espace. Il est ainsi naturel de supposer qu'il dépend uniquement du temps, appelé dans le contexte de la cosmologie temps cosmique.
{\displaystyle C=f(t)}.
Une simplification supplémentaire se produit si l'on suppose en sus que f est une fonction linéaire du temps. Ainsi,
{\displaystyle C=At},
A étant une constante à déterminer. L'on montre alors que cette hypothèse admet une solution cohérente si l'on suppose que la constante A vaut :
{\displaystyle A={\frac {8\pi G}{c^{2}}}{\frac {P+\rho }{H}}},
P étant la pression de la ou des formes de matière emplissant l'univers, et ρ sa densité d'énergie, H le taux d'expansion, G la constante de Newton et c la vitesse de la lumière.
La valeur de la densité d'énergie est supposée constante dans le temps, tout comme la pression, dont la valeur est arbitraire : si elle est nulle, on est dans une configuration ou la (quasi)-totalité de la matière est non relativiste, et le champ C ne crée que ce type de matière. Si la pression est plus élevée, cela signifie que l'univers est un mélange de matière non relativiste et de radiation, et que le champ C crée constamment ces deux formes de matière dans un rapport fixé.
Dans la théorie de l'état stationnaire, l'équation de Friedmann reliant la densité d'énergie au taux d'expansion reste valable. De plus, l'état stationnaire stipule que la courbure spatiale est nulle, sans quoi l'on introduit une échelle caractéristique, le rayon de courbure de l'espace, qui varierait avec le temps car son évolution est dictée par l'expansion de l'univers. Ainsi, la densité d'énergie est-elle relié au taux d'expansion par :
{\displaystyle 3{\frac {H^{2}}{c^{2}}}={\frac {8\pi G}{c^{4}}}\rho },
ce qui permet de réécrire, en notant w le rapport de la pression à la densité d'énergie :
{\displaystyle A=3H(1+w)}.
L'interprétation physique de la quantité A est alors très simple : c'est le taux avec lequel la matière serait diluée en l'absence du champ C. En effet, l'équation de conservation stipule qu'en principe la densité d'énergie décroît avec le temps selon la loi :
{\displaystyle {\frac {\partial \rho }{\partial t}}=-3H(P+\rho )},
que l'on peut réécrire :
{\displaystyle {\frac {1}{\rho }}{\frac {\partial \rho }{\partial t}}=-3H(1+w)=-A}.
L'action du champ C est donc bien de créer de la matière avec un taux exactement calibré pour assurer la constance de la densité d'énergie.

## Propriétés
Le champ C possède de nombreuses propriétés atypiques. On peut le voir comme le tenseur énergie-impulsion d'une forme de matière de densité nulle et de pression négative. Un tel comportement ne se retrouve dans aucune forme de matière connue en laboratoire. L'énergie fantôme présente cependant un comportement vaguement semblable, mais il s'agit d'une forme de matière elle aussi extrêmement hypothétique. Le champ C viole un certain nombre de contraintes habituellement imposées en relativité générale, les conditions sur l'énergie. Pour cette raison, un modèle cosmologique basé sur l'existence du champ C permet d'éviter l'existence du Big Bang, évènement par contre inévitable dès que l'on impose que la pression de toutes les formes de matière est positive (voir Théorèmes sur les singularités).